# Le Symbole perdu
Pour les articles homonymes, voir The Lost Symbol (série télévisée).
Le Symbole perdu (The Lost Symbol), anciennement connu sous le titre La Clef de Solomon (The Solomon Key) est le troisième livre composant la pentalogie Robert Langdon, écrite par Dan Brown. Cette pentalogie est composée d’Anges et Démons (2000), de Da Vinci Code (2003), du Symbole Perdu (2009), d’Inferno (2013) et de Origine (2017).
Le livre a été en développement pendant plusieurs années. Initialement prévu pour 2006, la date de publication a été repoussée à plusieurs reprises. Six ans après le Da Vinci Code, Le Symbole perdu, tiré à cinq millions d'exemplaires, est paru le 15 septembre 2009 aux États-Unis et au Royaume-Uni. Il a été publié en France aux Éditions Jean-Claude Lattès le 26 novembre 2009 avec un tirage initial de 650 000 exemplaires.
L'histoire se déroule à Washington, sur une période de douze heures, et se concentre sur la franc-maçonnerie.

## Résumé
Robert Langdon se retrouve dans une aventure impliquant les concepts de la franc-maçonnerie, à Washington D.C.. Un dimanche matin, après s'être adonné à son rituel sportif dans la piscine olympique du campus d'Harvard, Langdon prend connaissance d'une invitation à donner un séminaire le soir même au Capitole des États-Unis, portant sur le symbolisme dans l'architecture de la capitale américaine. Cette invitation lui a été envoyée par son mentor Peter Solomon, un maçon du 33e degré, à la tête de la Smithsonian Institution. Le professeur accepte, et se rend à Washington. En pénétrant dans l'amphithéâtre, il découvre avec stupéfaction que la salle est vide. Par téléphone, il apprend alors que cette invitation ne provient aucunement de Solomon, mais de son ravisseur. Peter Solomon a été enlevé par Mal'ak. Sous peine de voir son ami être assassiné, Langdon doit trouver la pyramide maçonnique, cachée quelque part dans la ville de Washington DC. Au cœur de la capitale américaine, traqué sans relâche par la CIA, Langdon passe douze heures entre les monuments des Pères fondateurs des États-Unis, à la recherche de la vérité sur la société secrète des Maçons.

## Personnages principaux
- Robert Langdon, professeur de Harvard
- Mal'akh
- Inoue Sato, directrice du bureau de sécurité de la CIA
- Peter Solomon, ami de Robert Langdon et Grand Commandeur des franc-maçons de Washington
- Katherine Solomon, scientifique noétique - sœur de Peter Solomon
- Warren Bellamy, architecte franc-maçon du Capitole
- Turner Simkins, agent de la CIA
- Trish Dunne, assistante de Katherine Solomon

## Projet d'adaptation
Columbia Pictures produit une adaptation du roman,. Tom Hanks doit reprendre le rôle de Langdon, Brian Grazer et John Calley le produire si Ron Howard le réalise. Steven Knight est contacté pour le scénario ainsi que Dan Brown lui-même, mais en mars 2012, la tâche est confiée à Danny Strong.
En janvier 2013, le Los Angeles Times confie que le projet est à présent entre les mains de Imagine Entertainment et Danny Strong mais sans Ron Howard, et peut-être avec Mark Romanek.
En 2016, c'est finalement le film Inferno qui sort, le volet suivant de la saga Robert Langdon, Ron Howard expliqua que aucun script n'était satisfaisant mais n'exclut pas une adaptation à terme.
En 2019, la chaîne NBC annonça l'intention d'adapter le roman en série télévisée, Langdon, sous la forme d'un prequel.
En 2021, la série, renommée Le Symbol Perdu, est récupérée pour être produite par la plateforme de VàD Peacock.
Le 13 août 2022, la série arrive en France sur la chaîne M6 sous le nom de The Lost Symbol, diffusant trois épisodes par semaine.